# Terra de Graham

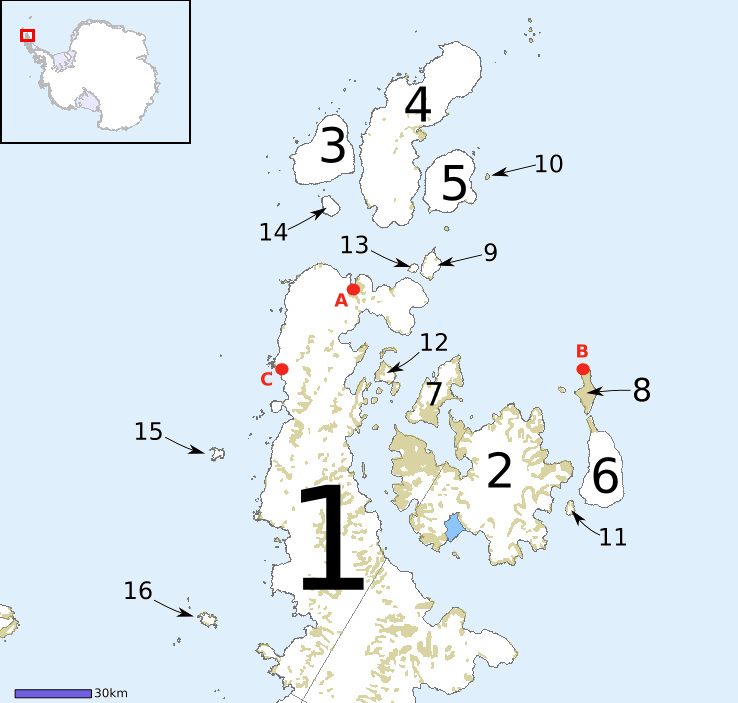
Sector norte da Terra de Graham e ilhas próximas.
1 Península Antártica, 2 Ilha James Ross, 3 Ilha D'Urville, 4 Ilha Joinville, 5 Ilha Dundee, 6 Ilha Cerro Nevado, 7 Ilha Vega, 8 Ilha Marambio, 9 Ilha Andersson, 10 Ilha Paulet, 11 Ilha Lockyer, 12 Ilha Eagle, 13 Ilha Jonassen, 14 Ilha Bransfield, 15 Ilha Astrolábio, 16 Ilha Zigzag.

Terra de Graham é a parte da Península Antártica que tem como limite sul convencional a linha que une o Cabo Jeremy (69° 24′ S, 62° 56′ O) e o Cabo Agassiz (68° 29′ S, 62° 56′ O). Esta definição da Terra de Graham foi acordada em 1964 entre o Antarctic Place-names Committee (do Reino Unido) e o Advisory Committee on Antarctic Names (dos Estados Unidos), na qual a Península Antártica foi dividida entre a Terra de Graham a norte e a Terra de Palmer a sul. Até aí ambos os países aplicavam os seus respectivos nomes (Graham e Palmer) a toda a península. Esta nomenclatura não costuma ser tida em conta por outros países como a República Argentina, que denomina "Terra de São Martim" toda a Península Antártica, dentro da qual chama Península Trinidad ao extremo norte da mesma, que coincide com a secção norte da Terra de Graham, e o Chile que denomina "Terra de O'Higgins" a toda a Península Antártica.
A Terra de Graham tem este nome em homenagem a sir James R. G. Graham, Primeiro Lorde do Almirantado Britânico no tempo da exploração do seu lado ocidental por John Biscoe em 1832.
A Terra de Graham é a parte da Antártida continental que se encontra mais perto da América do Sul.
A Terra de Graham é objecto de uma disputa territorial (actualmente suspensa) entre:
- a República Argentina, que a inclui no departamento da Antártida Argentina, que faz parte da província chamada Terra do Fogo, Antártida e Ilhas do Atlântico Sul;
- o Chile para quem é parte do Território Chileno Antártico;
- o Reino Unido que a faz parte do Território Antártico Britânico

Estas reclamações estão suspensas em virtude do Tratado da Antártida.